# Фролов, Александр Иванович (кинорежиссёр)
Александр Иванович Фроло́в (р. 1944) — советский и украинский оператор и режиссёр документального кино.

## Биография
Родился 11 октября 1944 года в Виннице (ныне Украина). Окончил КГИТИ имени И. К. Карпенко-Карого (1975).
Работает с 1968 года на «Киевнаучфильме»

## Фильмография
- 1982 — Царапина на льду
- 1984 — Звезда Вавилова (кинооператор)
- 1986 — Вперед… в каменный век
- 1987 — Стенограмма; Вместе с Макаренко (кинооператор); Игра на опережение (кинооператор в соавторстве; режиссёр Е. Даргольц)
- 1991 — Гнездо; Любовь и смерть поэта Владимира Маяковского" (режиссёр и кинооператор в соавторстве)
- 1992 — Славянский детектив (в соавторстве с И. Недужком),
- 1993 — Крах Тевтонского ордена. Фильм 28 (сценарист и режиссёр); В унии и без неё. Фильм 30 (оператор и режиссёр); Защищали, сколько могли. Фильм 36 (оператор и режиссёр в документальном цикле «Неизвестная Украина. Очерки нашей истории»)
- 1996 — Газ Украины (сценарист); Оксана Петрусенко из цикла «Избранные временем» (в соавт. с Г. Плаховим-Модестовим)
- 1997 — Две жизни Саломеи (т/ф),
- 1999 — Честь и благодарность" (т/ф, сценарист)
- 2003 — Леонид Кравчук. Избрание судьбы (в соавторстве),
- 2004 — Красный ренессанс (в соавторстве),
- 2007 — Диссиденты (в соавторстве); Непрощенные" (в соавторстве)

## Награды и премии
- Государственная премия УССР имени Т. Г. Шевченко (1987) — за научно-популярный фильм «Звезда Вавилова»